# A Grande Família: O Filme
A Grande Família: o Filme é um filme de brasileiro de 2007, do gênero comédia, dirigido por Maurício Farias e com roteiro baseado na série de televisão, A Grande Família, exibido pela Rede Globo.
O filme estreou nos cinemas em 26 de janeiro de 2007. Conta com música original e produção musical de Marcio Lomiranda.

## Sinopse
Ao retornar do enterro de um colega da repartição, Lineu se sente mal e vai ao médico, de onde sai com a certeza quase absoluta de que morrerá em breve. Deprimido, ele esconde a situação da família e desiste de ir ao tradicional baile onde começou a namorar Nenê. Sem entender o que está acontecendo, Nenê decide provocar o marido e convida um ex-namorado, Carlinhos, para o baile.
Toda a grande família Silva fica abalada com os fatos. Marilda se sente atraída por Carlinhos e resolve conquistá-lo. Agostinho e Tuco tentam tirar proveito da prosperidade do novo fã de Nenê. Na repartição, Mendonça procura levantar o ânimo de Lineu, tentando envolvê-lo com Marina, uma nova funcionária. A confusão piora quando Bebel anuncia que está grávida. Até mesmo Beiçola resolve dar um basta às malandragens de Agostinho e Tuco.
Pressionado por todos os lados, sem saber o que fazer e ainda podendo perder Nenê, Lineu tenta, de três maneiras diferentes, evitar que a família sinta sua morte. O resultado é que todos se sentem ameaçados, provocando situações que vão da gargalhada ao drama.

## Elenco
Abaixo a lista com o elenco principal.
- Marco Nanini como Lineu Silva
- Marieta Severo como Irene Silva (Dona Nenê)
- Andréa Beltrão como Marilda Maria Rei
- Pedro Cardoso como Agostinho Carrara
- Guta Stresser como Maria Isabel Silva Carrara (Bebel)
- Lúcio Mauro Filho como Arthur Silva (Tuco)
- Tonico Pereira como José Carlos Mendonça (Mendonça)
- Marcos Oliveira como Abelardo (Beiçola)
- Paulo Betti como Carlos (Carlinhos)
- Dira Paes como Marina
- Keli Freitas como Nenê (1967)
- Wagner Santisteban como Lineu (1967)
- Celso Bernini como Carlinhos (1967)
- Zéu Britto como porteiro do clube (1967)
- Ruy Rezende como porteiro do clube (2007)
- Fábio Lago como Manguaça
- Gillray Coutinho como médico
- Mary Sheyla como caixa do supermercado
- Bia Junqueira como viúva do Pacheco
- Fernanda Caetano como enfermeira na clínica

## Cronologia
A história do filme se passa fora da cronologia da série, embora aconteça exatamente entre o final da temporada de 2006 e início da de 2007.
Apesar do filme ser uma história a parte, ele foca totalmente nos elementos que a série vivia naquele momento. Como por exemplo Bebel, que havia passado a temporada de 2006 inteira tentando engravidar, finalmente consegue no filme. Tuco que era um personagem mulherengo, e que teve diversas namoradas ao longo da série, vivia naquele momento um romance de altos e baixos com Marilda. Esse relacionamento também foi mantido no filme.
O romance entre Tuco e Marilda vinha se prolongando desde a temporada de 2004 e teve seu ponto mais alto justamente na história do filme. Porém o casal se separou logo em seguida durante a temporada de 2007 quando Tuco se envolveu com Gina (Natália Lage).
Uma curiosidade interessante é que alguns fatos do filme foram mantidos na série assim mesmo. O principal deles é a gravidez de Bebel. O episódio "Nada do que Foi Será", que é o primeiro da temporada 2007 mostra uma versão alternativa da história do filme e mantem essa mudança dentro da série. Depois do filme, o personagem Carlinhos voltaria a aparecer na série no episódio "Cem dias de Solidão". Embora fatos do passado do personagem tenham sido mantidos, como a história do baile e a rixa com Lineu e alguns outros elementos, a história do filme em si é praticamente ignorada nesse episódio.

## Bilheteria
No primeiro final de semana, 288.179 pessoas assistiram o filme nos cinemas, totalizando 303.362 bilhetes vendidos ao completar uma semana em cartaz. A partir da segunda semana o número de ingressos vendidos de A Grande Família - O Filme passou a cair consecutivamente. Na terceira semana atingiu um milhão de espectadores. A bilheteria foi finalizada com um público de 2.035.576 espectadores após seis semanas em cartaz.